# Andy (merk)
Andy is een merk van schoonmaakartikelen dat valt onder het Unilever-concern. Sinds 1960 voert Unilever dit merk allesreiniger. 
In 1967 leidde een reclamecampagne van het merk tot vragen in de Tweede Kamer. Unilever had namelijk proefflesjes met het schoonmaakmiddel huis aan huis laten bezorgen, waarna bekend werd dat een aantal kleine kinderen een proefflesje hadden geopend en met letsel in het ziekenhuis waren beland.
Aanvankelijk bevatte het schoonmaakmiddel fosfaten, die in 1988 werden vervangen door soda.
In 2001 voerde Unilever het aantal verschillende merken terug, waarbij het merk Andy opgedoekt werd. In 2007 kwam het merk toch weer terug.
In september 2020 maakt Unilever bekend dat het merk Andy in 2030 fossielvrij geproduceerd moet kunnen worden.